# هرمان أوقست هاغن
هرمان أوقست هاغن (بالألمانية: Hermann August Hagen )‏ (و. 1817 – 1893 م) هو عالم حشرات، وعالم حيوانات، وأستاذ جامعي، من ألمانيا، ولد في كونيغسبرغ، وكان عضوًا في الأكاديمية الألمانية للعلوم ليوبولدينا، والأكاديمية الأمريكية للفنون والعلوم، توفي في كامبريدج، ماساتشوستس، عن عمر يناهز 76 عاماً.

## التعليم
تعلم في جامعة كونيغسبرغ.

## مناصب وهيئات
أدار جامعة هارفارد.